# Mont du Dôme
Le mont du Dôme est une montagne du massif du Lac Jacques-Cartier (chaîne des Laurentides) située au sein de la zec des Martres, dans la région de Charlevoix. Elle culmine à 975 mètres.

## Le sentier du Dôme

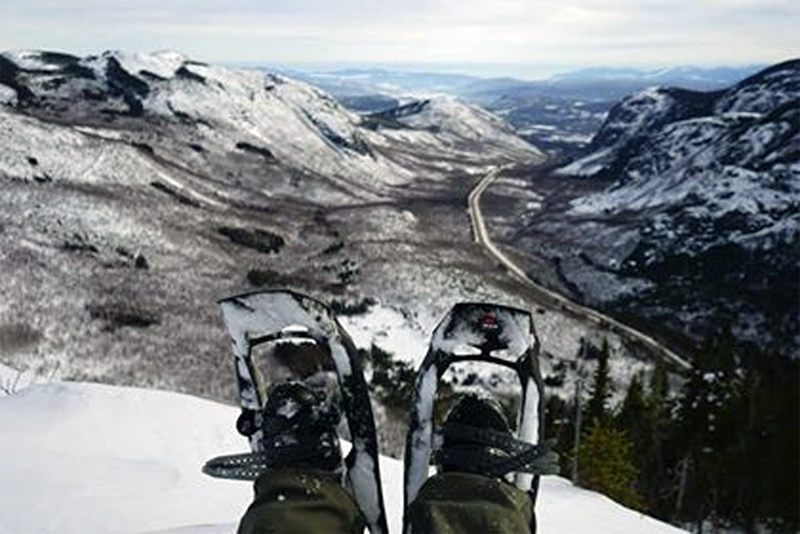
Vue du sommet

Le sentier du Dôme permet d'accéder au sommet de la montagne. Ce sentier de 7,8 km, entouré de sommets atteignant jusqu’à 1 000 mètres, possède plusieurs vues panoramiques de la partie orientale du massif du Lac Jacques-Cartier.